# QMobile
QMobile (Urdu:کیو موبائل) là hãng điện thoại thông minh lớn nhất Pakistan. Tên QMobile là viết tắt của "Quality Mobile" được giới thiệu từ năm 2009.
QMobile phân phối các sản phẩm như máy tính bảng và điện thoại thông minh, gồm cả màn hình cảm ứng, bàn phím QWERTY, WiFi, tất cả điều chạy trên hệ điều hành Android. Một sản phẩm chạy trên hệ điều hành windows phone có tên QMobile W1 được giới thiệu vào năm 2015.